# Vlasta Vostřebalová-Fischerová
Vlasta Vostřebalová-Fischerová (ur. 22 lutego 1898 w Boskovicach, zm. 5 grudnia 1963 w Pradze) – czeska malarka i feministyczna intelektualistka, przedstawicielka sztuki społecznej okresu Pierwszej Republiki Czechosłowackiej.

## Życie
Urodziła się w 1898 roku w morawskich Boskovicach w zamożnej rodzinie. Jej ojciec, Karel Vostřebal, był farmaceutą. Przed I wojną światową rodzina przeprowadziła się do Pragi, gdzie Vlasta ukończyła studia w Szkole Rysunku i Malarstwa dla Kobiet, ówcześnie filii Szkoły Rzemiosła Artystycznego w Pradze (później VŠUP). Była to wówczas jedyna instytucja oferująca wykształcenie artystyczne kobietom. W 1919 roku, wbrew ojcu, jako jedna z pierwszych kobiet rozpoczęła studia na Akademii Sztuk Pięknych (która do 1918 była otwarta wyłącznie dla mężczyzn), w pracowni Vojtěcha Hynaisa. Nie godząc się na jego konserwatywny światopogląd, dokończyła studia pod okiem rzeźbiarza Jana Štursy w 1923 roku, stając się jedną z pierwszych malarek akademickich w Czechosłowacji. Po uzyskaniu absolutorium udała się na kilkumiesięczne stypendium do Paryża.
Na początku lat 20. nawiązała znajomość z literatem i tłumaczem Otokarem Fischerem dzięki uczestnictwie w jego wykładach na Wydziale Filozoficznym Uniwersytetu Karola. W 1923 roku zaszła z nim w ciążę, a miesiąc po narodzeniu ich syna Jana Otakara, pod presją (uważała małżeństwo za instytucję cementującą nierówność między kobietą i mężczyzną) wyszła za niego za mąż. Po dwóch latach małżeństwo rozpadło się, a Vostřebalová-Fischerová musiała prowadzić z mężem zacięte walki o syna. Do 1930 roku żyła i tworzyła w atelier na praskiej Letnej, przy ulicy Malířskiej, w bezpośrednim sąsiedztwie Akademii Sztuk Pięknych, a następnie przeprowadziła się do funkcjonalistycznej willi w dzielnicy Motol, którą sama zaprojektowała (włącznie z wyposażeniem).
Jej dzieła w 1925 roku były wystawione w galerii w Salonie Topiča obok prac Milady Marešovej. Kolejne dwie wystawy odbyły się w 1934 roku w Bibliotece Miejskiej na Placu Mariańskim w Pradze. Po 1938 roku zaprzestała działalności artystycznej, obawiając się o los syna. Udało jej się zataić jego żydowskie pochodzenie po ojcu.
W 1921 roku wstąpiła do Komunistycznej Partii Czechosłowacji.

## Twórczość
Jej twórczość jest znana z plastyczności przedstawień oraz wyczucia koloru i światła. Nigdy nie dołączyła do żadnej grupy artystycznej. Jej dzieło łączy społeczne, wolkerowskie wątki proletariackie (w latach 20. wspólnie z Karlem Holanem pisała do komunistycznej gazety Kohoutek) z poetyckością i groteską. Ważną rolę w jej twórczości pełniła tematyka kobieca. Unikając patosu skupiała się na konkretnych kobietach swoich czasów, bez idealizacji, czy seksualizacji. Jej niektóre pejzaże stylem przypominają prace Jana Zrzavego.
Dzieła Vlasty Vostřebalovej-Fischerovej znajdują się w zbiorach Galerii Narodowej i wielu regionalnych czeskich galeriach.

### Wybrane prace
- Vašek Zikánů (1921–1922)
- Melancholie (1922)
- Stařec a dítě (1925)
- Lesní ženství (1925, cykl rysunków)
- Letná roku 1922 (1926)
- Kateřinky, zlý sen (1926)
- Třešňovka nad zoo v Troji (prawdopodobnie 1932)
- Ve výčepu (1935)
- Ženy posedlé (1935, niedokończona)